# Kościół św. Bartłomieja Apostoła w Szczurowej
Kościół św. Bartłomieja Apostoła – rzymskokatolicki kościół parafialny znajdujący się w miejscowości Szczurowa w powiecie brzeskim województwa małopolskiego.

## Historia
Początki parafii św. Bartłomieja Apostoła w Szczurowej sięgają 1338 roku, kiedy została ona erygowana przez biskupa krakowskiego Jana Grota. Wówczas powstała również pierwsza drewniana świątynia w tym miejscu, która spłonęła w pożarze 21 lipca 1683 roku wraz z ówczesną plebanią i księgami parafialnymi. Odbudowa kościoła miała miejsce w latach 30. i 40. XVIII wieku, konsekrowany został on zaś w 1742. Świątynia ta spłonęła doszczętnie w nocy 24 czerwca 1886 roku.
Budowa obecnej, murowanej świątyni rozpoczęła się w 1887 według projektu architekta Jana Sas-Zubrzyckiego. Powołany został komitet budowy pod przewodnictwem ziemianina Władysława Elterteina, w skład którego weszli również: lokalny proboszcz ks. Jan Kitrys, Tomasz Chołowiecki i Michał Nita ze Szczurowej, Szymon Habura z Niedzielisk, Jan Bylica z Rylowej, Stanisław Giemza z Rajska, Kasper Bartyzel z Rząchowy i Franciszek Wójcik z Górki. Zobowiązani oni byli do pokrycia większości kosztów budowy (50 000 złotych). Istotnego wsparcia finansowego na poczet odbudowy kościoła udzielili mieszkańcom Szczurowej jej ówcześni właściciele - Anastazja i Jan Kępińscy, którzy zaoferowali pokryć 1/6 z przewidzianej w kosztorysie kwoty 71 000 złotych. Kępiński powołany został też do prowadzenia budowy, zobowiązując się ukończyć ją najpóźniej w ciągu dziesięciu lat.
Budowę ukończono w 1889, do użytku zaś świątynię oddano 8 maja 1894 roku. Kościół został konsekrowany przez biskupa tarnowskiego Leona Wałęgę w 1903 roku, za czasów proboszcza Walentego Dutki.
Od 2007 roku trwają w kościele prace restauracyjne - odnowione zostały drzwi wejściowe oraz sedilia, a także część zabytkowych figur zdobiących ogrodzenie. Trwają również działania mające na celu powstrzymanie pękania ścian i odchylania się wieży kościelnej.

## Architektura
Kościół zbudowany został w stylu neogotyckim z cegły. Składa się z korpusu trzynawowego, z węższym prezbiterium, po bokach którego są umieszczone dobudówki. Przy korpusie od strony północnej są usytuowane dwie wieże, nakryte ostrosłupowymi neogotyckimi dachami hełmowymi. Nawa główna i prezbiterium są nakryte dachami dwuspadowymi, nawy boczne - dachami pulpitowymi. Ściany zewnętrzne opięte są szkarpami. Detal architektoniczny w stylu neogotyckim.
Kościół otoczony jest murem z kamienia pińczowskiego, który zdobi trzydzieści sześć figur ufundowanych przez parafian, księży czy dziedzica Jana Kępińskiego w XIX i XX wieku. Autorem wielu z nich był krakowski rzeźbiarz Walery Gadomski, który wykonywał je w latach 1895–1905, autorstwo pozostałych przypisuje się natomiast Wojciechowi Samkowi. Najnowsza z nich - figura św. Karola Boromeusza - została wykonana i poświęcona w 1991 roku. Na placu kościelnym znajduje się kamienna kolumna wraz z figurą św. Bartłomieja z 1698 roku.
Trzy dzwony na wieży kościelnej konsekrowane zostały w 1957 roku.

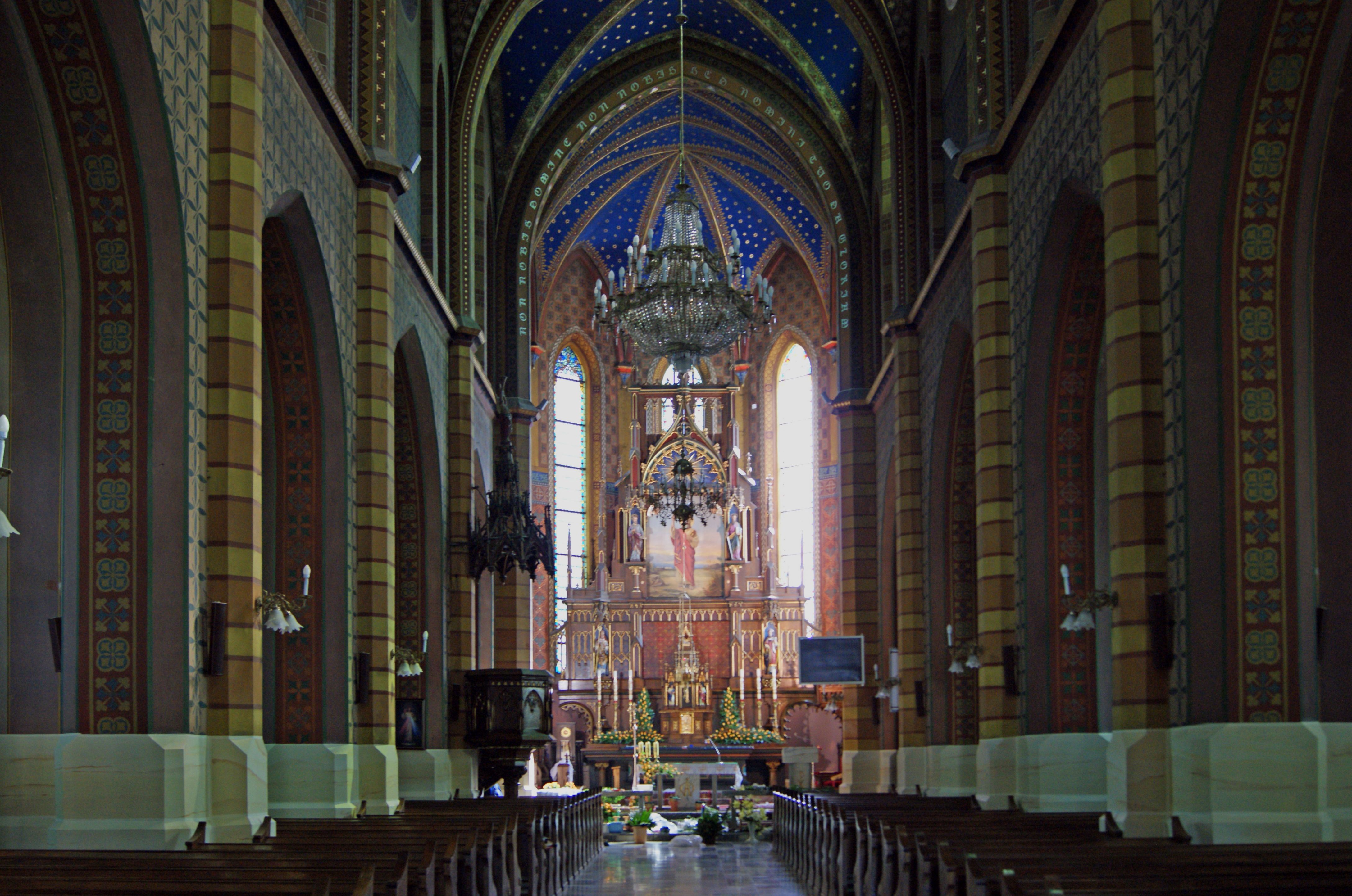
Wnętrze kościoła

Polichromia wnętrza o charakterze ornamentalnym została wykonana w 1893 roku przez uczniów Jana Matejki: Piotra Nizińskiego - będącego również autorem projektu - Aleksandra Skrutka i Władysława Szczepaniaka. Dominują na niej motywy geometryczne - krata, imitacja muru, szachownica czy motyw krzyżykowy, jednak pojawiają się na niej również elementy roślinne. Wysklepki sklepienia krzyżowo-żebrowego udekorowane zostały w sposób imitujący wieczorne niebo - pokryte są szafirową farbą z małymi, złotymi gwiazdami, żebra sklepienia zdobią natomiast żółto-zielono-czerwone wzory geometryczne poprzedzielane złotymi pasami. Elementy figuralne na polichromii są nieliczne - na lewej ścianie prezbiterium namalowano popiersie mężczyzny wraz z postacią uskrzydlonego chłopca, na prawej zaś ukazane jest popiersie innego mężczyzny oraz głowa uskrzydlonego byka.
W kościele znajdują się ufundowane przez parafian i księży witraże. Najokazalszy, znajdujący się w oknie chóru muzycznego przedstawia scenę Nawiedzenia Najświętszej Maryi Panny i został wykonany według projektu Łukasza Karwowskiego.
Świątynia wyposażona jest w pięć ołtarzy: główny z obrazami Matki Boskiej Częstochowskiej, św. Bartłomieja, Wniebowzięcia Najświętszej Marii Panny i Krzyżem; oraz cztery ołtarze boczne - Matki Bożej Szczurowskiej i św. Józefa; Matki Bożej Nieustającej Pomocy; Serca Pana Jezusa; oraz Męki Pańskiej. W ołtarzu Matki Boskiej Szczurowskiej znajduje się jeden z najbardziej zabytkowych elementów świątyni - rzeźba Matki Bożej Szczurowskiej powstała około 1500 – 1520 roku. Uratowana z pożaru pierwszej świątyni, została umieszczona w przydrożnej kapliczce i zapomniana - dopiero w 1972 roku powróciła do kościoła.
Na położonym nieopodal cmentarzu znajduje się spójna architektonicznie z kościołem XIX wieczna kaplica ufundowana przez Kępińskich, w której pochowani zostali członkowie rodu.
Przy kościele znajduje się również zabytkowa murowana plebania z 1871 roku.